# Alvarezsauroïdeus
Els alvarezsauroïdeus (Alvarezsauroidea) constitueixen un grup de petits dinosaures maniraptors. Alvarezsauroidea, Alvaresauridae, i Alvarezsauria foren anomenats per l'historiador Don Gregorio Alvarez, no pel físic més conegut Luis Alvarez, que va proposar que l'extinció del Cretaci-Paleogen va ser causada per l'impacte d'un asteroide. El grup fou proposat per Choiniere i col·laboradors l'any 2010, per a contenir la família dels alvarezsàurids i els alvareszauroïdeus no alvarezsàurids, és a dir, Haplocheirus.